# 들깨풀
들깨풀(Mosla punctulata)은 꿀풀과의 한해살이풀이다. 일본, 중국, 대만, 만주, 한국 등지에 분포하며, 들에서 흔히 자란다.

## 형태
줄기는 높이 30-60 센티미터 정도이고, 사각형이고 흔히 자줏빛이 돈다. 줄기에서 가지가 갈라지며, 잔털이 있다.
잎은 마주나는데, 잎몸 길이는 2-4 센티미터, 너비는 10-25 밀리미터 정도이다. 긴 타원형으로 양면에 잔털이 있으며, 가장자리에 톱니가 있다. 뒷면에 선점이 빽빽하고, 잎자루는 1-2 센티미터 길이이다. 잎끝은 뾰족하고, 잎 아랫부분은 쐐기 모양이거나 급히 좁아진다.
꽃은 8-9월에 총상화서에 달려 피며, 연한 자주색이다. 꽃부리는 입술 모양으로 길이 3-4 밀리미터이고 2개로 갈라지며 수술은 4개이고 그중 2개가 크다. 윗입술 꽃잎은 가운데가 약간 파지고 아랫입술 꽃잎은 3개로 갈라진다.
열매는 4개가 꽃받침에 싸여 있으며, 지름 1 밀리미터 정도의 도란형으로 그물 무늬가 있다.

## 비슷한 식물
비슷한 식물로 쥐깨풀과 산들깨가 있다. 들깨풀이 쥐깨풀에 비해 줄기의 윗부분과 꽃차례 축에 짧은 털이 있고, 잎이 더 두껍고, 톱니가 6-13쌍이며, 꽃받침조각 끝이 뾰족하다.

## 쓰임새
어린순을 식용하며, 민간에서 전초를 삶거나 쪄 습종(濕腫)에 사용하고 한방에서는 요통, 류머티즘에 약으로 쓴다.
지상부를 ‘석세정’(石薺葶)이라 부르며, 약으로 쓴다. 성미는 매우며(辛), 따뜻하다(寒). 소변을 통하게 하여 통증을 멈추게 하며, 기를 소통시키고 혈(血)을 조화롭게 하여 순리대로 기능하게 하는 효능이 있다.